# Comté d'Anderson (Kentucky)
Pour les articles homonymes, voir Comté d'Anderson et Anderson.
Le comté d'Anderson est un comté de l'État du Kentucky, aux États-Unis. Son siège est à Lawrenceburg. Le comté a été fondé en 1827.